# Bruna Maia
Bruna Maia (Rio Grande, 1986) é uma jornalista, cartunista, escritora e artista plástica brasileira. Seu trabalho trata de saúde mental, gênero, sexualidade, política e outros temas contemporâneos.

## Biografia
Nasceu em 1986, em Rio Grande, e cursou Jornalismo na Universidade Federal do Rio Grande do Sul.  Em 2010 mudou-se para São Paulo, onde trabalhou na cobertura de mercado de capitais, finanças e negócios até 2019.
Em 2017 começou a página de cartuns Estarmorta, que em 2021 passou a se chamar Dabrunamaia. Em 2020 publicou o quadrinho Parece que piorou – crônicas do cansaço existencial pela editora Companhia das Letras. 
Em 2022 realizou uma exposição de quadrinhos e pinturas na Galeria 9° Arte, em São Paulo. No mesmo ano lançou o romance Com todo o meu rancor pela Editora Rocco. É colunista do site F5 da Folha de S.Paulo desde dezembro de 2022, onde assina a coluna X de Sexo por Bruna Maia.

## Obras
- Manual da Esposa Pós-Moderna (2018) – zine independente
- Parece que Piorou (2020, Companhia das Letras)
- O Novinho do Sebo (2020) – Zine independente
- Com todo o meu rancor (2022, ed. Rocco)